# Southbury (stacja kolejowa)
Southbury (kod stacji: SBU) - stacja kolejowa w Londynie, na terenie London Borough of Enfield, zarządzana i obsługiwana przez National Express East Anglia. W roku statystycznym 2008-09 skorzystało z niej ok. 346 tysięcy pasażerów.

## Galeria

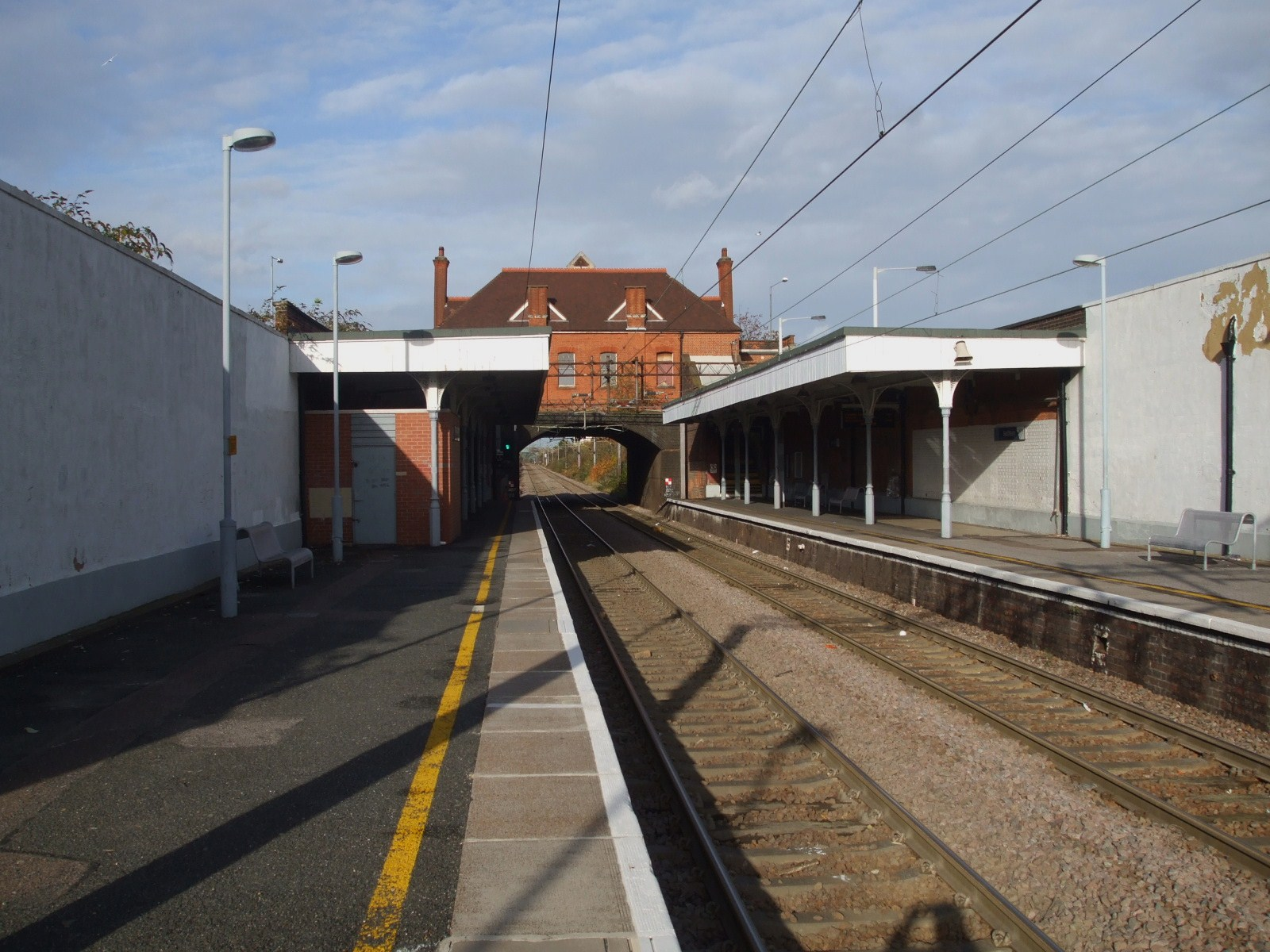
Perony
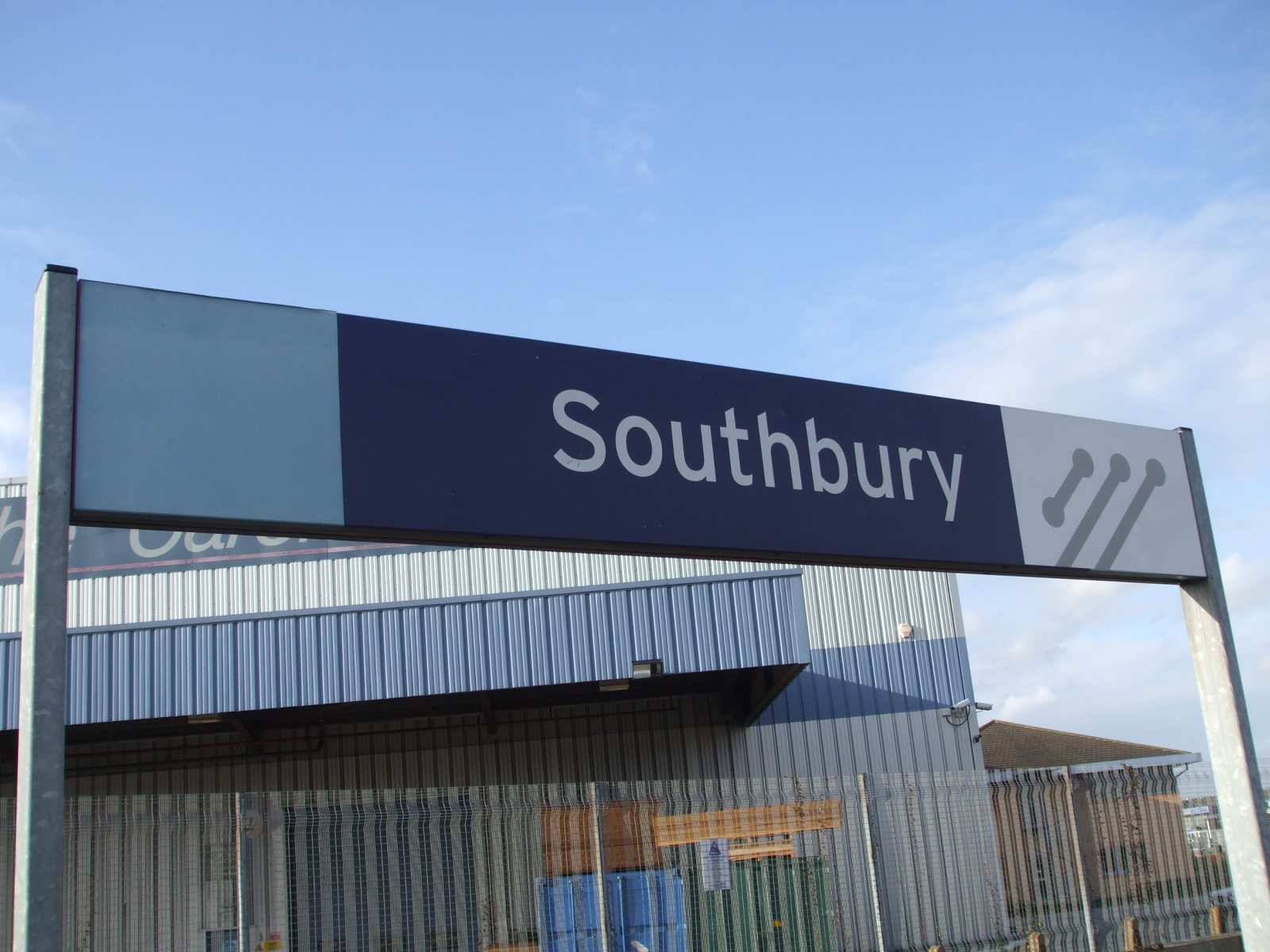
Tablica z nazwą stacji